# اوزال لیک تپه محمد کریم
اوزال لیک تپه محمد کریم مربوط به دوران‌های تاریخی پس از اسلام است و در شهرستان آوج، بخش مرکزی شهرستان آوج، روستای استلج واقع شده و این اثر در تاریخ ۲۵ خرداد ۱۳۸۱ با شمارهٔ ثبت ۵۷۳۱ به‌عنوان یکی از آثار ملی ایران به ثبت رسیده است.